# Apiocera monticola
Apiocera monticola är en tvåvingeart som beskrevs av Artigas 1970. Apiocera monticola ingår i släktet Apiocera och familjen Apioceridae. Inga underarter finns listade i Catalogue of Life.